# Philip Kiprono Langat

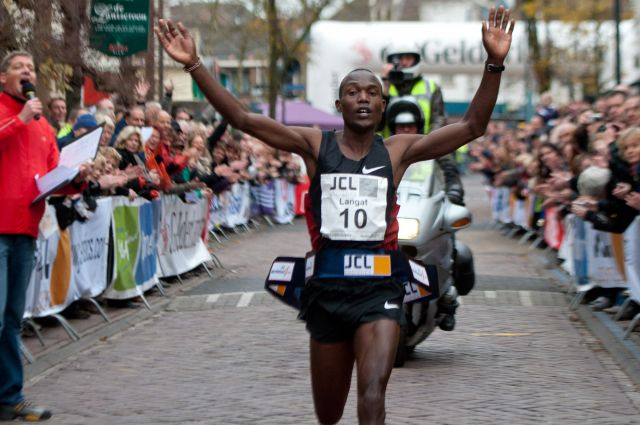
Philip Kiprono Langat

Philip Kiprono Langat (* 1990) ist ein kenianischer Langstreckenläufer, der sich auf Straßenläufe spezialisiert hat.
Jeweils Zweiter wurde er beim Cremona-Halbmarathon 2010 und beim Venloop 2011. Im Juni 2011 siegte er beim Oelder Citylauf und bei den 10 km von Groesbeek. Einem fünften Platz beim Zwolle-Halbmarathon folgten Siege beim Singelloop Utrecht, beim Bredase Singelloop und beim Montferland Run.

## Persönliche Bestzeiten
- 10-km-Straßenlauf: 27:28 min, 25. September 2011, Utrecht
- 15-km-Straßenlauf: 42:26 min, 2. Dezember 2012, ’s-Heerenberg
- Halbmarathon: 1:01:05 h, 7. Oktober 2012, Breda